# Myopites apicatus
Myopites apicatus es una especie de insecto del género Myopites de la familia Tephritidae del orden Diptera.

## Historia
Amnon Freidberg la describió científicamente por primera vez en el año 1980.